# Orde de Santa Maria d'Espanya
L'Orde de Santa Maria d'Espanya o Orde de l'Estrella fou un orde militar naval creada pel rei Alfons X de Castella en 1272. Desaparegué en 1280, quan els seus membres passaren a formar part de l'Orde de Sant Jaume.

## Història
L'orde fou creada en 1272 per a la defensa naval del Regne de Castella, cap al 1271 o 1272, durant l'estada del rei al Regne de Múrcia: el 16 de novembre el rei ja escriu al seu fill Sanç com a "alferes de Santa Maria i almirall de la seva confraria d'Espanya". El seu objectiu era lluitar contra els infidels al mar, acabar amb les incursions de pirates a les costes castellanes i protegir el comerç marítim de la Mediterrània. Els estatuts donats pel rei daten del 23 de gener de 1273.
Seguia el model de l'Orde de Calatrava; el Gran Mestre era l'Almirall de Castella i el primer a ocupar el càrrec fou el segon fill del rei, Sanç, i l'orde estava format per cavallers, clergues i laics. La seu de l'orde era a Cartagena, en un convent cistercenc que havia fet construir el rei vora l'antiga catedral, i que volia que fos el seu propi mausoleu. La patrona de l'orde fou la Mare de Déu del Rosell, advocació venerada a Cartagena. Altres seus foren als ports de Sant Sebastià, La Corunya i el Puerto de Santa María. Els cavallers portaven túnica negra i capes vermelles, amb l'estrella de l'orde brodada en or; la forma del birret identificava els clergues, cavallers i laics.
En 1273, el rei la integrà a l'orde del Cister, adoptant-ne la regla però mantenint els estatuts propis. A partir de 1275, el rei obtingué per a l'orde el privilegi que l'abadia de Cartagena pogués elegir lliurement el seu abat, sense la supervisió de l'Abadia de la Grande-Selve francesa, de la que depenia l'orde. El mateix rei concedí rendes i privilegis per assegurar el manteniment de l'orde, com el castell de Medina Sidonia, Alcalá de los Gazules, o l'Hospital de Burgos o les salines de Barajas de Conca.
L'orde participà en la campanya per a la conquesta d'Algesires, entre l'agost de 1278 i febrer de 1279. La flota cristiana, amb la tripulació en males condicions per haver passat tot l'hivern al mar, fou vençuda; de les 104 naus que la formaven, només tres se'n salvaren.

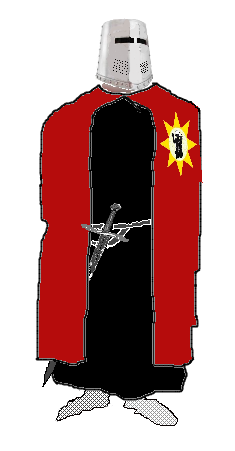
Recreació de l'hàbit de l'orde
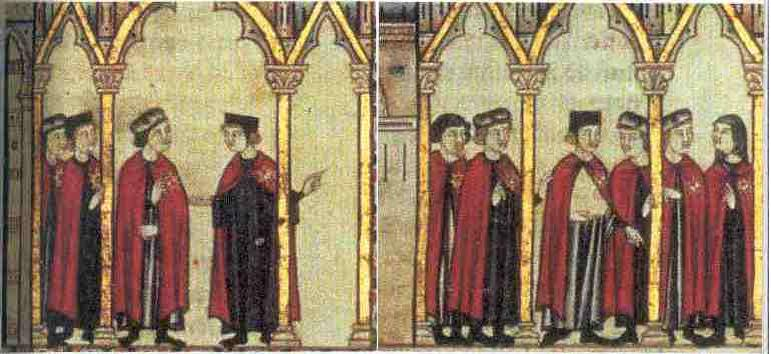
Miniatura de les Cantigas de Santa María mostrant cavallers de l'orde
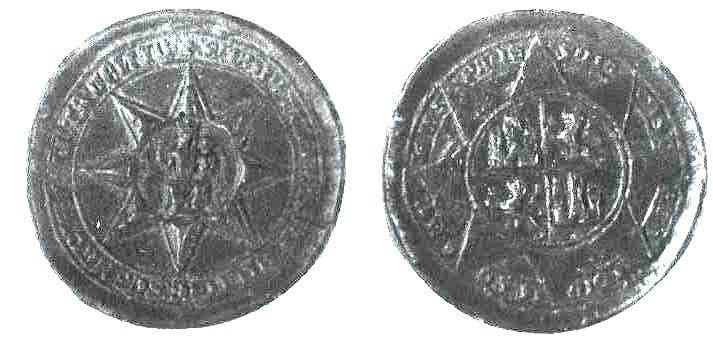
Segells del s. XIII: a l'esquerra, el de l'orde; a la dreta, el del Gran Mestre
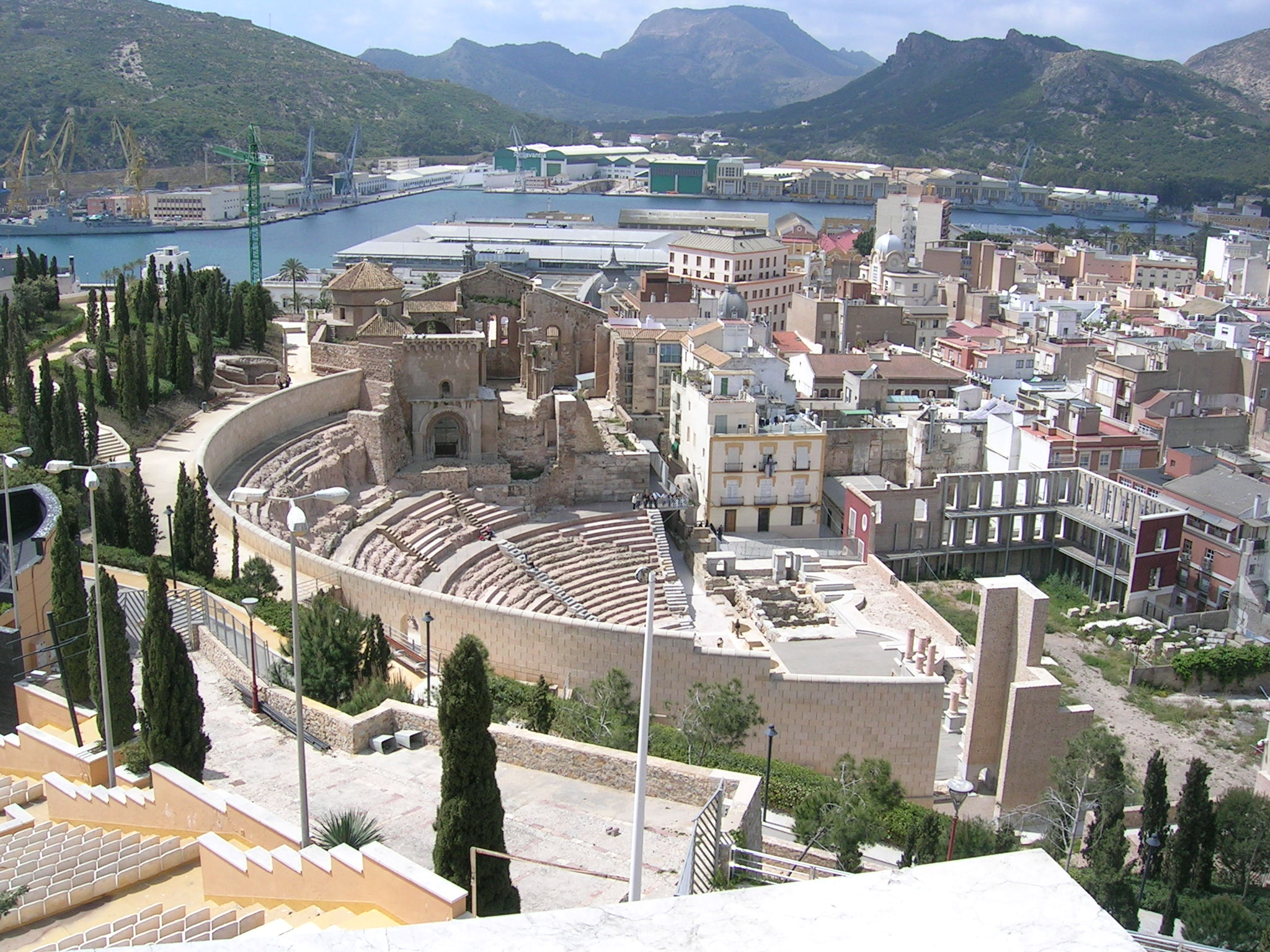
Ruines de la catedral de Cartagena, vora la qual hi havia la seu central de l'orde

El 23 de juny de 1280 les tropes castellanes foren derrotades per les musulmanes a Moclín (Granada). L'exèrcit castellà, compost per membres de l'Orde de Sant Jaume i comandades pel gran mestre de l'orde Gonzalo Ruiz Girón i l'infant Sanç de Castella, fou aniquilat pel del rei Muhàmmad II de Granada. La pèrdua de la majoria de cavallers feia que, en la pràctica, l'Orde de Sant Jaume estigués abocat a l'extinció i desaparegués en poc temps. Com que la pèrdua de la flota l'any anterior feia inviable la continuïtat de la tasca de l'Orde de Santa Maria, Alfons X va fer que els membres de l'Orde de Santa Maria d'Espanya passessin tots a la de Sant Jaume, nomenant-ne gran mestre el mestre de la primera, Pedro Núñez. Aquesta operació, que el 24 d'abril de 1281 ja havia acabat, va suposar la desaparició de l'Orde de Santa Maria.
Una de les Cantigas de Santa María, al còdex conservat a Florència, està dedicada a l'orde; la música, però, no es va arribar a copiar i només se'n conserva el text.

## Continuació de l'orde en 2008
S'ha creat un Orde Religiós de Santa Maria d'Espanya. Es constituí el 13 d'agost de 2008 com a confraria de laics, institut secular però no erigit canònicament, i en 2009 fou inscrita al Registre d'Entitats Religioses. Vol ésser una associació ecumènica, d'espiritualitat mariana, on cristians de diverses confessions es trobin i treballin per l'ecumenisme i la devoció a la Mare de Déu del Rosell, i per la formació espiritual dels seus membres, de manera que, cadascú en la seva confessió, sigui millor cristià. Té seu a Cartagena.